# NGC 2892
NGC 2892 (другие обозначения — UGC 5073, MCG 11-12-15, ZWG 312.15, PGC 27111) — эллиптическая галактика (E) в созвездии Большая Медведица. Открыта Льюисом Свифтом в 1885 году.
Ядро галактики излучает в радиодиапазоне, пыль в нём отсутствует. Движение газа в галактике происходит неправильным образом.
Этот объект входит в число перечисленных в оригинальной редакции «Нового общего каталога».